# Sara Stridsberg
Sara Brita Stridsberg (Solna, 29 agosto 1972) è una scrittrice, drammaturga e traduttrice svedese.
La sua scrittura si ispira a Marguerite Duras e Elfriede Jelinek. Ha ricevuto il Nordisk råds litteraturpris e il De Nios Stora Pris, oltre ad essere stata nominata per l'Augustpriset quattro volte: per Drömfakulteten (2006), Darling River (2010), Medealand och andra pjäser (2012) e Beckomberga. Ode till min familj (2014). Dal 2016 al 2018 ha fatto parte dell'Accademia svedese, al seggio 13.

## Biografia
Dopo la laurea in ambito giuridico, Sara Stridsberg sceglie di dedicarsi alla scrittura. Nel corso della sua carriera ha scritto romanzi, opere teatrali, articoli per Bang, rivista di cultura e società a stampo femminista, oltre ad aver lavorato anche a traduzioni. Il suo romanzo di debutto è Happy Sally, pubblicato nel 2004. I due romanzi successivi, Drömfakulteten (2006) e Darling River (2010), vengono entrambi nominati per l'Augustpriset. Come scrittrice, Stridsberg è stata influenzata, tra gli altri, da Marguerite Duras, Elfriede Jelinek, Sarah Kane e Ulrica Zürn. Nel 2007 ha ricevuto il Nordisk råds litteraturpris per il romanzo Drömfakulteten, ispirato alla femminista Valerie Solanas, autrice dello SCUM Manifesto-Society for cutting up men e arrestata per aver sparato all'artista Andy Warhol nel 1967. "Stridsberg mischia materiale documentario e finzione in una prosa vibrante e febbrile" scrive il Nordiska rådet nella sua motivazione per il conferimento a Drömfakulteten del suo premio letterario nel 2007.
Nel 2006 Stridsberg continua il lavoro su Solanas con la sua prima opera teatrale Valerie Solanas ska bli president i Amerika, andata in scena al Dramaten nello stesso anno con il ruolo principale scritto per Ingela Olsson. Olsson continua a collaborare con Stridsberg nel corso degli anni successivi, ad esempio come regista di Medealand, rappresentato nella primavera del 2009 al Dramaten, con Noomi Rapace nel ruolo principale. Nell'autunno del 2012 l'opera teatrale Dissekering av ett snöfall, ispirata alla vita della regina Kristina, esordisce al Dramaten, anche se in una versione rielaborata e ampliata dal regista Tatu Hämäläinen. Nell'ottobre del 2012 Stridsberg viene nominata per la terza volta nella categoria fiction dell'Augustpriset per il libro Medealand och andra pjäser. Nello stesso anno pubblica il libro per bambini Mamman och havet, illustrato da Anna-Clara Tidholm.
Nel 2014 Stridsberg pubblica il romanzo Beckomberga. Ode till min familj, basato sui suoi ricordi delle visite ad alcuni parenti presso l'ospedale psichiatrico più grande di Svezia, l'ospedale Beckomberga, durante l'infanzia. Il romanzo è stato elogiato in vari paesi, tra cui la Danimarca, è stato nominato per l'Augustpriset nel 2014 ed è stato messo in scena come spettacolo teatrale al Dramaten nel 2015.
Molti dei lavori di Stridsberg hanno legami con gli Stati Uniti e la loro storia moderna, le questioni relative alla vita delle donne, all'ambiente e a personalità eccentriche, come ad esempio Konsten att falla, messa in scena al Teater Galeasen nell'autunno del 2015, sull'eccentrico duo madre e figlia Bouvier-Beale (parenti di Jacqueline Kennedy Onassis), in una casa decadente nella zona benestante dell'East Hampton, o come la pièce American Hotel, ambientata tra le rovine della vecchia città industriale di Detroit, messa in scena al Kulturhuset Stadsteatern nella primavera 2016.
Stridsberg riceve nel 2015 il De Nios Stora Pris, un premio di 300000 corone svedesi, con la motivazione "per una scrittura pregna di chiarezza sognante, emotività intensa e immedesimazione con i più vulnerabili."

### L'Accademia svedese
Nel maggio 2016 l'Accademia svedese comunica che Stridsberg è stata scelta come nuovo membro. Succede a Gunnel Vallquist al seggio 13 e viene eletta ufficialmente durante la cerimonia dell'Accademia il 20 dicembre 2016. Per la prima (e al momento unica) volta nella storia dell'Accademia Svedese una donna succede ad un'altra donna. Resta in carica fino al 2018, quando dà le dimissioni.

## Opere
- Juristutbildningen ur ett genusperspektiv (in collaborazione con Jenny Westerstrand, 1999)
- Det är bara vi som är ute och åker: intervjuer från Fårö och Fårösund (2002)
- Happy Sally (Albert Bonniers förlag, 2004)
- Drömfakulteten (Albert Bonniers förlag, 2006)
- Valerie Solanas ska bli president i Amerika (2006)
- Medealand (2009)
- Darling River (2010)
- Dissekering av ett snöfall (2012)
- Medealand och andra pjäser (2012)
- Mamman och havet (2012)
- Beckomberga. Ode till min familj (2014)
- American Hotel (2016)

### Traduzioni
- Valerie Solanas: SCUM manifest (2003)
- Sarah Kane: Bombad (2006)
- Sam Shepard: Hem till gården (2007)

## Teatro
- Valerie Jean Solanas ska bli president i Amerika (2006)
- Medealand (2009)
- Dissekering av ett snöfall (2012)
- Beckomberga (2015)
- Konsten att falla (2015)
- American Hotel (2016)

## Premi e riconoscimenti
- Stipendium ur Gerard Bonniers donationsfond (2004)
- Sveriges Essäfonds pris (2004)
- Aftonbladets litteraturpris (2004)
- Nordiska rådets litteraturpris för Drömfakulteten (2007)
- Albert Bonniers stipendiefond för yngre och nyare författare (2007)
- Gustaf Frödings stipendium (2008)
- Alfhildpriset (2009)
- Tidningen Vi:s litteraturpris (2010)
- De Nios Vinterpris (2011)
- TCO:s kulturpris (2012)
- Doblougska priset (2013)
- Premio letterario dell'Unione europea (2015)
- De Nios Stora Pris (2015)
- Aniarapriset (2015)
- 2015 – Bernspriset (2015)[7]
- Stiftelsen Selma Lagerlöfs litteraturpris (2016)